# Josef Maria Karel z Lobkowicz
Josef Maria Karel kníže z Lobkowicz, též z Lobkovic (německy Joseph Maria Karl Fürst von Lobkowitz; 8. ledna 1725 Praha – 5. března 1802 Vídeň) byl český šlechtic, rakouský vojevůdce a diplomat. Ve válkách 18. století dosáhl hodnosti polního maršála, mezitím se uplatnil jako diplomat a byl dlouholetým velvyslancem v Rusku (1764–1777).

## Životopis

### Původ
Pocházel z českého šlechtického rodu Lobkowiczů, patřil k rodové větvi označované později jako mělnická. Narodil se v Praze jako třetí syn polního maršála Jana Jiřího Kristiána z Lobkowicz (1686–1753) a jeho manželky Karolíny, rozené Valdštejnové (1702–1780).
Josef Maria měl devět sourozenců, z nichž bratři Karel Adam (1719–1760), Filip Josef (1732–1760) a Leopold (1734–1760) padli jako důstojníci rakouské armády za sedmileté války. Další bratr August Antonín (1729–1803) jako jediný zanechal další potomstvo a stal se zakladatelem mělnické rodové linie (panství Mělník vyženil v roce 1753 s hraběnkou Marií Ludmilou Černínovou z Chudenic (1738–1790).

### Kariéra
Od mládí sloužil v armádě a pod otcovým velením se zúčastnil války o rakouské dědictví, již v roce 1748 byl podplukovníkem. V roce 1752 dosáhl hodnosti plukovníka, později se několikrát vyznamenal v sedmileté válce. V roce 1757 byl zraněn v bitvě u Kolína a o rok později byl povýšen na generálmajora. V dalších letech vynikl v tažení v Německu a v roce 1760 získal Vojenský řád Marie Terezie. Po sedmileté válce byl povýšen na polního podmaršála a poté vstoupil do diplomatických služeb.
V letech 1764–1777 byl rakouským velvyslancem v Petrohradě, kde se mimo jiné zajímal o vědy, literaturu a umění. U carského dvora vydržoval vlastní orchestr, který později převezl do Vídně. Během diplomatické mise v Rusku byl povýšen na generála jízdy (1771) a nakonec mimo aktivní službu dosáhl hodnosti polního maršála (1785). Mezitím v roce 1772 získal Řád zlatého rouna, byl též císařským tajným radou a komořím.

### Manželství a rodina
V roce 1752 se ve Vídni oženil s Marií Josefou, rozenou hraběnkou z Harrachu (1727–1788), dcerou českého nejvyššího kancléře Bedřicha Augusta z Harrachu. Marie Josefa byla v době sňatku již vdovou po knížeti Janu Nepomukovi z Lichtenštejna (1724–1748). Z manželství s Josefem z Lobkowicz měla čtyři děti, z nichž dva synové zemřeli v dětství (Josef Bernard, 1754–1768; Ferdinand, 1759–1761). Dcera Marie Eleonora (1753–1802) se stala jeptiškou. Nejmladší z potomstva byla dcera Marie Josefa (1756–1823), která se provdala za polního maršála knížete Karla z Auerspergu (1750–1822).